# Luc Goutry
Luc N.J. Goutry, né le 22 décembre 1948 à Tielt est un homme politique belge flamand, membre du CD&V.
Il est assistant social et ancien directeur-adjoint des mutualités chrétiennes de Bruges.
Il est Officier de l'Ordre de Léopold.

## Fonctions politiques
- Questeur de la Chambre.
- Ancien conseiller communal de Bruges.
- Échevin de Beernem.
- Président du CPAS de Beernem.
- Député fédéral du 9 mars 1992 au 12 mai 2010.